# Pegusa nasuta
Pegusa nasuta är en fiskart som först beskrevs av Pallas, 1814.  Pegusa nasuta ingår i släktet Pegusa och familjen tungefiskar. Inga underarter finns listade i Catalogue of Life.